# 3179 Beruti
3179 Beruti este un asteroid din centura principală, descoperit pe 31 martie 1962.